# Oribatella sardoa
Oribatella sardoa är en kvalsterart som beskrevs av Bernini 1979. Oribatella sardoa ingår i släktet Oribatella och familjen Oribatellidae. Inga underarter finns listade i Catalogue of Life.